# Electric (canción)
«Electric» es el cuarto sencillo publicado por Lisa Scott-Lee, vía Concept Records UK, su nueva discográfica.

## El sencillo
«Electric» fue publicado el 10 de octubre del 2005 en el Reino Unido, y el 17 de octubre del 2005 a nivel mundial. El sencillo no tuvo mucho éxito, siendo otro nuevo fracaso para la cantante inglesa. El sencillo debutó en el nº13 en las Listas de los sencillos más vendidos de R.U., pero en su segunda semana ya bajó al nº47, y en su tercera semana, ya estaba en el nº158.
En el resto del mundo, tampoco disfrutó de un éxito comercial, en el que en Irlanda debutó en el nº80, la posición más baja que Lisa obtuvo en el país vecino. Después, en el resto del mundo, no llegó ni al Top 40, a excepción del Benelux y de Sudáfrica.
Para Lisa, este fue otro fracaso más sumado a su carrera musical. La cadena musical MTV analizó su carrera musical en el programa "Totally Scott-Lee", en el que mostraron cómo ella estaba decepcionada y llorando amargamente por el fracaso de «Electric», y de cómo ella no le gustaba la idea de que publicasen el sencillo "Electric", debido a que no le parecía muy exitoso, prefiriendo otros sencillos.

## Lista de canciones
CD 1
1. «Electric» [Radio Edit]
2. «Lately»

CD 2
1. «Electric» [Radio Edit]
2. «Make It Last Forever»
3. «Don't You Want My No?»
4. «Electric» [VideoClip]

## Posiciones en las listas
| Lista (2005)                   | Posición |
| ------------------------------ | -------- |
| UK Top 75 Singles              | 13       |
| UK Dance Charts                | 9        |
| Ireland Singles Charts         | 80       |
| Australian ARIA Singles Charts | 60       |
| Germany Singles Charts         | 50       |
| Austria Top 40 Singles         | 88       |
| France Top 100 Singles         | 78       |
| Israel Singles Chart           | 39       |
| China Singles Charts           | 90       |
| Japan ORICON Singles Charts    | 58       |
| South Africa Top 40 Singles    | 39       |
| Belgium Singles Charts         | 20       |
| The Netherlands Top 50 Singles | 27       |
| Luxemburg Top 20 Hits          | 20       |

## Reedición
«Electric» es la primera reedición de un sencillo de la cantante inglesa Lisa Scott-Lee.

## Sencillo
Debido al fracaso de su anterior publicación, Electric ha sido reeditado en China, Sudáfrica, Luxemburgo, Holanda y Bélgica, los cinco países en los que el nuevo disco de Lisa Scott-Lee ha sido publicado.
Esta decisión tomada por Concept Records UK ha sido para aumentar las ventas de su disco "Never Or Now", disco que han caído las ventas en esta semana. Además. debido al rápido descenso de las listas de ventas de su anterior sencillo "Don't You Want My Number", la discográfica tomó la decisión de publicar de nuevo "Electric".
El sencillo ha tenido, en esta ocasión, un moderado éxito, en el que ha debutado en el Top 10 en todos los países en los que fue publicado. Pero, ha descendido muy rápido de las Listas, no siendo un éxito total.

## Lista de canciones
CD 1
1. «Electric» [Radio Edit]
2. «Electric» [Videoclip]

CD 2
1. «Electric» [Radio Edit]
2. «Rush»
3. «Electric» [Vocal Mix]
4. «Electric» [Videoclip]

## Posiciones en las listas
| Listas (2007)                  | Peak position |
| ------------------------------ | ------------- |
| China Singles Charts           | 9             |
| South Africa Top 40 Singles    | 8             |
| Belgium Singles Charts         | 7             |
| The Netherlands Top 50 Singles | 10            |
| Luxemburg Top 20 Hits          | 4             |

## Posicionamiento
| Posición | 20 | 7 | 16 | 31 | 59 | 78 | 120 | 200 | Out | Out |

| Posición | 7 | 4 | 10 | 26 | 40 | 61 | 94 | 155 | 191 | Fuera |

| Posición | 17 | 10 | 28 | 49 | 75 | 97 | 144 | Fuera | Fuera |

| Posición | 20 | 8 | 17 | 26 | 39 | 58 | 99 | 164 | Out | Out |

| Posición | 20 | 9 | 15 | 26 | 40 | 75 | 114 | Fuera |

- Datos: Q5357282